# Losowe
Losowe (ukrainisch Лозове; russisch Лозовое Losowoje) ist eine Siedlung städtischen Typs im Zentrum der ukrainischen Oblast Chmelnyzkyj mit etwa 1600 Einwohnern (2014).

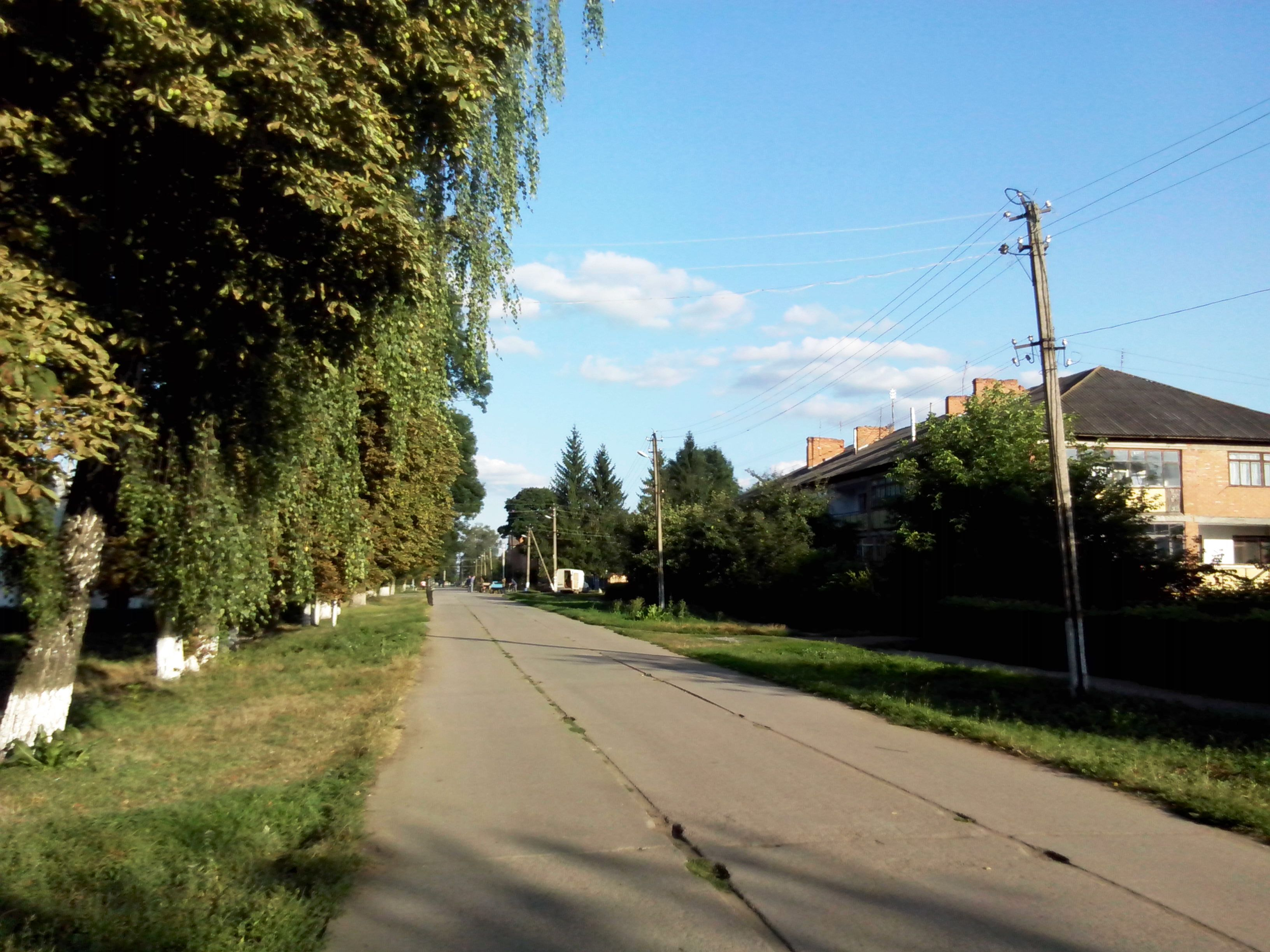
Straße in Losowe

Die Ortschaft wurde 1929 unter dem Namen Torforosrobka (Торфорозробка) als Arbeitersiedlung für eine Torffabrik gegründet und erhielt 1949 den Status einer Siedlung städtischen Typs.
Losowe liegt im Rajon Chmelnyzkyj am Ufer des Wowk (Вовк), einem 71 km langen, rechten Nebenfluss des Südlichen Bugs, 32 km südöstlich von Chmelnyzkyj und 16 km nordwestlich von der ehemaligen Rajonshauptstadt Deraschnja.
Am 12. Juni 2020 wurde die Siedlung ein Teil der neugegründeten Stadtgemeinde Deraschnja, bis dahin bildete sie die gleichnamige Siedlungsratsgemeinde Losowe (Лозівська селищна рада/Losiwska selyschtschna rada) im Nordwesten des Rajons Deraschnja.
Am 17. Juli 2020 kam es im Zuge einer großen Rajonsreform zum Anschluss des Rajonsgebietes an den Rajon Chmelnyzkyj.